# Fédération de République dominicaine de basket-ball
La Fédération de République dominicaine de basket-ball (Federación Dominicana de Baloncesto) est une association, fondée en 1954, chargée d'organiser, de diriger et de développer le basket-ball en République dominicaine.
La Fédération représente le basket-ball auprès des pouvoirs publics ainsi qu'auprès des organismes sportifs nationaux et internationaux et, à ce titre, la République dominicaine dans les compétitions internationales. Elle défend également les intérêts moraux et matériels du basket-ball de la République dominicaine. Elle est affiliée à la FIBA depuis 1954, ainsi qu'à la FIBA Amériques.
La Fédération organise également le championnat national.